# 布格河口
布格河口（羅馬化：Buzkyi lyman) 是烏克蘭河流南布格河的河口灣。約82（51英里）长，11（6.8英里）宽。与聶伯河口一共构成黑海北岸的聶伯-布格河口。烏克蘭南部港口城市尼古拉耶夫就是位于該河口岸邊。